# Slovenska vas, Kočevje
Slovenska vas este o localitate din comuna Kočevje, Slovenia, cu o populație de 234 de locuitori.